# کومبوگو

کومبوگو شهری در شهرستان گاونگو در استان بازگا در بورکینافاسوی مرکزی است و جمعیت آن ۱۳۷۶ نفر است.